# Georgi Wangełow
Georgi Wangełow (bułg. Георги Валентинов Вангелов; ur. 29 lipca 1993) – bułgarski zapaśnik startujący w stylu wolnym. Olimpijczyk z Tokio 2020, gdzie zajął piąte miejsce w kategorii 57 kg.
Piąty na mistrzostwach świata w 2022; siódmy w 2021. Brązowy medalista mistrzostw Europy w 2016, 2022 i 2023. Trzeci w Pucharze Świata w 2022, a także trzeci w zawodach indywidualnych w 2020. Piąty na igrzyskach europejskich w 2019. 
Drugi na ME U-23 w 2015. Wicemistrz świata juniorów z 2011 roku.